# Обикновена сепия
Обикновената сепия (Sepia officinalis) е вид главоного от семейство Sepiidae. Видът не е застрашен от изчезване.

## Разпространение и местообитание
Разпространен е в Албания, Алжир, Белгия, Босна и Херцеговина, Великобритания (Северна Ирландия), Германия, Гърция (Егейски острови и Крит), Дания, Египет (Синайски полуостров), Западна Сахара, Израел, Ирландия, Испания (Балеарски острови, Канарски острови и Северно Африкански територии на Испания), Италия (Сардиния и Сицилия), Кипър, Либия, Ливан, Мавритания, Мароко, Нидерландия, Норвегия, Португалия (Мадейра), Сенегал, Словения, Тунис, Турция, Франция (Корсика), Хърватия, Черна гора и Швеция.
Обитава крайбрежията и пясъчните дъна на океани и морета в райони с умерен и субтропичен климат. Среща се на дълбочина от 5 до 342 m, при температура на водата от 7 до 19,7 °C и соленост 34,7 — 38,1 ‰.